# Pigskin Parade
Pigskin Parade è un film del 1936 diretto da David Butler.